# Takin' Off
| Recensione | Giudizio |
| ---------- | -------- |
| AllMusic   | [ 4 ]    |

Takin' Off è il primo album discografico solistico del pianista jazz statunitense Herbie Hancock, pubblicato dalla casa discografica Blue Note Records nell'ottobre del 1962.

## Tracce

### LP
Tutti i brani sono stati composti da Herbie Hancock.
Lato A
1. Watermelon Man – 7:05
2. Three Bags Full – 5:22
3. Empty Pockets – 6:08

Lato B
1. The Maze – 6:45
2. Driftin' – 6:53
3. Alone and I – 6:25

### CD
Edizione CD del 2007, pubblicato dalla Blue Note Records (0946 3 92757 2 4)
1. Watermelon Man – 7:05
2. Three Bags Full – 5:22
3. Empty Pockets – 6:08
4. The Maze – 6:45
5. Driftin' – 6:53
6. Alone and I – 6:25
7. Watermelon Man – 6:31 – Traccia bonus - Alternate Take
8. Three Bags Full – 5:29 – Traccia bonus - Alternate Take
9. Empty Pockets – 6:27 – Traccia bonus - Alternate Take

## Formazione
- Herbie Hancock - piano
- Freddie Hubbard - tromba
- Dexter Gordon - sassofono tenore
- Butch Warren - contrabbasso
- Billy Higgins - batteria

Note aggiuntive
- Alfred Lion - produttore
- Registrazioni effettuate il 28 maggio 1962 al Van Gelder Studio di Englewood Cliffs, New Jersey (Stati Uniti)
- Rudy Van Gelder - ingegnere delle registrazioni
- Reid Miles - design e foto copertina album originale
- Leonard Feather - note retrocopertina album originale

## Classifiche
| Classifica (2021) | Posizione massima |
| ----------------- | ----------------- |
| Grecia            | 44                |